# Géza Lator
Dr. Géza Lator (ur. 7 sierpnia 1889 w Syhocie Marmaroskim, zm. 15 grudnia 1976 w Budapeszcie) – węgierski hokeista, olimpijczyk z Sankt Moritz, uczestnik mistrzostw świata. Sędzia i działacz hokejowy. Założyciel Węgierskiego Związku Hokeja na Lodzie (MJSZ).
Géza Lator był jednym z 10 zawodników, którzy wystąpili na igrzyskach w Sankt Moritz. Był to pierwszy start Węgrów w hokeju na lodzie na zimowych igrzyskach olimpijskich. 
Lator wystąpił we wszystkich trzech meczach, jakie Węgrzy rozegrali na tym turnieju. 11 lutego, Węgrzy zmierzyli się z reprezentacją Francji; mecz zakończył się zwycięstwem Francuzów 2-0. Następnego dnia Lator i inni zmierzyli się z Belgami; w tym meczu zwycięstwo 3-2 odnieśli Belgowie. W ostatnim spotkaniu rozegranym 16 lutego, Węgrów pokonała ekipa Brytyjczyków (1-0). Węgrzy zajęli ostatnie miejsce w grupie i nie uzyskali awansu do kolejnej fazy rozgrywek.
Lator był także w składzie reprezentacji na Mistrzostwach Świata w 1930 roku. Węgrzy wówczas wygrali 2–0 w 1/8 finału z drużyną Włoch. W ćwierćfinale Węgrzy przegrali 1–4 z hokeistami niemieckimi; dało im to szóste miejsce ex aequo z kilkoma innymi drużynami (Francja, Czechosłowacja i Japonia). 
Zawody te były również turniejem o Mistrzostwo Europy. Z racji tego, że spoza kontynentu europejskiego wyżej uplasowała się tylko Kanada, to w klasyfikacji europejskiej Madziarzy skończyli zawody na piątym miejscu ex aequo z Francją i Czechosłowacją.
W 2011 roku pośmiertnie został przyjęty do Galerii Sławy węgierskiego hokeja na lodzie.